# Puntius orphoides
Puntius orphoides és una espècie de peix de la família dels ciprínids i de l'ordre dels cipriniformes. Els adults poden assolir els 25 cm de longitud total. Es troba als rius Chao Phraya, Mekong i Mae Khlong.